# Detroit blues
Il Detroit blues è uno stile di blues nato nell'area di Detroit, Michigan tra gli anni quaranta e anni cinquanta. Questo stile che ha origine dal Delta blues, venne portato dai neri immigrati nel nord principalmente dalle località del delta del Mississippi e Memphis, Tennessee in cerca di lavoro nelle fabbriche delle grandi città negli anni venti e trenta.
Il tipico Detroit blues è molto simile al Chicago blues nello stile. Il sound si distingue dal Delta blues dall'uso di strumenti elettrici amplificati ed un più vasto numero di strumenti, inclusi il basso e il pianoforte.

## Artisti Detroit Blues
- Alberta Adams
- Andre Williams
- Big Maceo Merriweather
- Bobo Jenkins
- Calvin Frazier
- Eddie Burns
- Joe Weaver
- John Lee Hooker
- Johnnie Bassett
- Nolan Strong & the Diablos